# Danh sách giải thưởng và đề cử của Amy Winehouse
Amy Winehouse là một nữ ca sĩ kiêm sáng tác nhạc người Anh, nổi tiếng với chất giọng nữ trầm, cùng việc phối hợp giữa nhiều thể loại nhạc đặc trưng, có bao gồm thể loại Soul (đôi khi được ghi nhận là blue-eyed soul), rhythm and blues, jazz và reggae. Cô đã cho phát hành 2 album phòng thu, Frank và Back to Black, lần lượt vào năm 2003 và 2006. Cả hai đều được giới chuyên môn đánh giá cao và là các sản phẩm đạt thành công về mặt thương mại.
Cùng nhiều giải thưởng và công nhận dành cho Frank, Winehouse nhận giải Ivor Novello Award cho "Bài hát đương đại xuất sắc nhất" ("Stronger Than Me"), đề cử giải BRIT Award cho "Nữ nghệ sĩ đơn ca xuất sắc nhất", và lần xuất hiện trong quyển 1001 Albums You Must Hear Before You Die của Robert Dimery vào năm 2006. Album Back to Black thu về nhiều lần đề cử, có bao gồm 2 đề cử cho giải BRIT Awards ("Nữ nghệ sĩ đơn ca xuất sắc nhất" và "Album Anh Quốc xuất sắc nhất"), 6 đề cử cho giải Grammy (thắng 5 giải), 4 đề cử cho Ivor Novello Awards, 4 đề cử cho MTV Europe Music Awards, 3 đề cử cho MTV Video Music Award, 3 đề cử cho World Music Awards, đề cử cho Mercury Prize ("Album của Năm") và 1 giải MOBO Awards ("Nữ nghệ sĩ Anh Quốc xuất sắc nhất"). Trong suốt sự nghiệp của mình, Winehouse đã thắng 23 giải trong tổng số 60 đề cử.
Winehouse được xếp thứ 26 trong danh sách "100 Nghệ sĩ nữ xuất sắc nhất làng nhạc" do VH1 bình chọn.

## BRIT Awards
BRIT Awards là giải thưởng âm nhạc thường niên của British Phonographic Industry (BPI). Winehouse đã thắng một giải trong 6 đề cử được nhận.
| Năm  | Nội dung đề cử | Giải thưởng                | Kết quả   | Chú thích |
| ---- | -------------- | -------------------------- | --------- | --------- |
| 2004 | Amy Winehouse  | Nữ nghệ sĩ đơn ca Anh Quốc | Đoạt giải | [ 11 ]    |
| 2004 | Amy Winehouse  | Nghệ sĩ urban              | Đoạt giải | [ 11 ]    |
| 2007 | Amy Winehouse  | Nữ nghệ sĩ đơn ca Anh Quốc | Đoạt giải | [ 12 ]    |
| 2007 | Back to Black  | Album Anh Quốc             | Đề cử     | [ 12 ]    |
| 2008 | "Valerie"      | Đĩa đơn Anh Quốc           | Đề cử     | [ 13 ]    |
| 2013 | Amy Winehouse  | Nữ nghệ sĩ đơn ca Anh Quốc | Đề cử     |           |

## Echo Music Awards
Giải Echo Music Awards là giải thưởng thường niên tại Đức do Deutsche Phono-Akademie tổ chức. Winehouse đã thắng 2 giải trong 3 đề cử được nhận.
| Năm  | Nội dung đề cử | Giải thưởng                               | Kết quả   | Chú thích |
| ---- | -------------- | ----------------------------------------- | --------- | --------- |
| 2008 | Amy Winehouse  | Nữ nghệ sĩ Rock/Pop quốc tế xuất sắc nhất | Đề cử     | [ 14 ]    |
| 2009 | Amy Winehouse  | Nữ nghệ sĩ Rock/Pop quốc tế xuất sắc nhất | Đoạt giải | [ 15 ]    |
| 2009 | Back to Black  | Album của năm                             | Đoạt giải | [ 15 ]    |

## Elle Style Awards
Elle Style Awards là giải thưởng thường niên do tạp chí Elle trao tặng nhằm tôn vinh những thành tựu trong mảng thiết kế, phong cách và giải trí. Winehouse đã thắng 1 giải từ 1 đề cử duy nhất được nhận.
| Năm  | Nội dung đề cử | Giải thưởng                     | Kết quả   | Chú thích |
| ---- | -------------- | ------------------------------- | --------- | --------- |
| 2007 | Amy Winehouse  | Nữ ca sĩ Anh Quốc xuất sắc nhất | Đoạt giải | [ 16 ]    |

## Giải Grammy
Giải Grammy là một giải thưởng được tổ chức bởi Viện thu âm nghệ thuật và khoa học quốc gia của Hoa Kỳ cho những thành tựu xuất sắc trong ngành công nghiệp thu âm. Giải được coi là giải thưởng danh giá nhất trong lĩnh vực âm nhạc, tương đương với giải Oscar trong lĩnh vực điện ảnh. Winehouse đã thắng 6 giải từ 8 đề cử được nhận, với giải thưởng cuối cùng được trao khi cô đã mất.
| Năm  | Nội dung đề cử                      | Giải thưởng                                | Kết quả   | Chú thích |
| ---- | ----------------------------------- | ------------------------------------------ | --------- | --------- |
| 2008 | Amy Winehouse                       | Nghệ sĩ mới xuất sắc nhất                  | Đoạt giải | [ 17 ]    |
| 2008 | Back to Black                       | Album của năm                              | Đề cử     | [ 17 ]    |
| 2008 | Back to Black                       | Album giọng pop xuất sắc nhất              | Đoạt giải | [ 17 ]    |
| 2008 | "Rehab"                             | Thu âm của năm                             | Đoạt giải | [ 17 ]    |
| 2008 | "Rehab"                             | Bài hát của năm                            | Đoạt giải | [ 17 ]    |
| 2008 | "Rehab"                             | Trình diễn giọng pop nữ xuất sắc nhất      | Đoạt giải | [ 17 ]    |
| 2012 | "Body and Soul" (cùng Tony Bennett) | Trình diễn nhóm nhạc/song ca xuất sắc nhất | Đoạt giải | [ 18 ]    |
| 2013 | "Cherry Wine" (cùng Nas)            | Hợp tác Rap Xuất sắc nhất                  | Đề cử     | [ 19 ]    |

## Ivor Novello Awards
Giải Ivor Novello Awards, được đặt tên theo nhà hoạt động giải trí Ivor Novello, là giải thưởng cho giới nhạc sĩ và người sáng tác nhạc bởi British Academy of Composers and Songwriters tại Luân Đôn. Giải thưởng lần đầu được công bố vào năm 1955 và được tổ chức vào tháng 5 hàng năm. Winehouse đã giành 3 giải trong 5 đề cử được nhận.
| Năm  | Nội dung đề cử          | Giải thưởng                                 | Kết quả   | Chú thích     |
| ---- | ----------------------- | ------------------------------------------- | --------- | ------------- |
| 2004 | "Stronger Than Me"      | Nhạc và lời bài hát đương đại xuất sắc nhất | Đoạt giải | [ 20 ]        |
| 2007 | "Rehab"                 | Bài hat đương đại xuất sắc nhất             | Đoạt giải | [ 21 ]        |
| 2008 | "You Know I'm No Good"  | Lời và nhạc bài hát xuất sắc nhất           | Đề cử     | [ 22 ] [ 23 ] |
| 2008 | "Love Is a Losing Game" | Lời và nhạc bài hát xuất sắc nhất           | Đoạt giải | [ 22 ] [ 23 ] |
| 2008 | "Rehab"                 | Bài hát bán chạy nhất                       | Đề cử     | [ 22 ] [ 23 ] |

## Mercury Prize
Giải Mercury Prize là giải thưởng âm nhạc thường niên cho các album xuất sắc nhất khu vực Anh Quốc và Ireland, do PI và BARD (the British Association of Record Dealers) tổ chức. Giải thưởng được công bố lần đầu vào năm 1992 và được tổ chức vào tháng 9, với phần đề cử được thông báo vào tháng 7 hàng năm. Winehouse đã nhận được 2 đề cử.
| Năm  | Nội dung đề cử | Giải thưởng   | Kết quả | Chú thích |
| ---- | -------------- | ------------- | ------- | --------- |
| 2004 | Frank          | Album của Năm | Đề cử   | [ 24 ]    |
| 2007 | Back to Black  | Album của Năm | Đề cử   | [ 25 ]    |

## Meteor Music Awards
Meteor Music Awards là giải thưởng âm nhạc của Ireland, được lần đầu công bố vào năm 2001 do MCD Productions tổ chức. Winehouse đã giành 1 giải từ 1 đề cử được nhận.
| Năm    | Nội dung đề cử | Giải thưởng                      | Kết quả   | Chú thích |
| ------ | -------------- | -------------------------------- | --------- | --------- |
| 2008]] | Amy Winehouse  | Nữ nghệ sĩ quốc tế xuất sắc nhất | Đoạt giải | [ 26 ]    |

## MOBO Awards
Giải MOBO Awards (MOBO viết tắt cho Music of Black Origin), là giải thưởng được công bố từ năm 1995, nhằm tôn vinh các nghệ sĩ của bất cứ chủng tộc hay quốc tịch nào trên thế giới trình diễn nhạc của người da màu. Winehouse đã nhận 1 giải từ 6 đề cử được nhận.
| Năm  | Nội dung đề cử  | Giải thưởng                       | Kết quả   | Chú thích     |
| ---- | --------------- | --------------------------------- | --------- | ------------- |
| 2004 | Amy Winehouse   | Nghệ sĩ jazz xuất sắc nhất        | Đề cử     | [ 27 ]        |
| 2004 | Amy Winehouse   | Nghệ sĩ Anh Quốc của năm          | Đề cử     | [ 27 ]        |
| 2007 | Amy Winehouse   | Nữ nghệ sĩ Anh Quốc xuất sắc nhất | Đoạt giải | [ 28 ] [ 29 ] |
| 2007 | Amy Winehouse   | R&B xuất sắc nhất                 | Đề cử     | [ 28 ] [ 29 ] |
| 2007 | "Rehab"         | Bài hát xuất sắc nhất             | Đề cử     | [ 28 ] [ 29 ] |
| 2007 | "Back to Black" | Video xuất sắc nhất               | Đề cử     | [ 28 ] [ 29 ] |

## MOJO Awards
Giải MOJO Awards là giải thưởng được trao bởi tạp chí Mojo Anh Quốc. Winehouse đã chiến thắng 1 giải từ 3 đề cử được nhận.
| Năm  | Nội dung đề cử | Giải thưởng               | Kết quả   | Chú thích     |
| ---- | -------------- | ------------------------- | --------- | ------------- |
| 2007 | Amy Winehouse  | Nghệ sĩ mới xuất sắc nhất | Đề cử     | [ 30 ] [ 31 ] |
| 2007 | Back to Black  | Album của Năm             | Đề cử     | [ 30 ] [ 31 ] |
| 2007 | "Rehab"        | Bài hát của Năm           | Đoạt giải | [ 30 ] [ 31 ] |

## Giải Âm nhạc châu Âu của MTV
Giải Âm nhạc châu Âu của MTV được tổ chức lần đầu vào năm 1994 bởi MTV Networks Europe để tôn vinh những video âm nhạc xuất sắc nhất, mà ngày nay được người xem từ MTV bình chọn những tác phẩm âm nhạc xuất sắc nhất. Winehouse đã thắng 1 giải từ 4 đề cử được nhận.
| Năm  | Nội dung đề cử | Giải thưởng                 | Kết quả   | Chú thích     |
| ---- | -------------- | --------------------------- | --------- | ------------- |
| 2007 | Back to Black  | Album của Năm               | Đề cử     | [ 32 ] [ 33 ] |
| 2007 | "Rehab"        | Bài hát gây nghiện nhất     | Đề cử     | [ 32 ] [ 33 ] |
| 2007 | Amy Winehouse  | Nghệ sĩ được yêu thích nhất | Đoạt giải | [ 32 ] [ 33 ] |
| 2008 | Amy Winehouse  | Nghệ sĩ của năm             | Đề cử     | [ 34 ]        |

## Giải Video âm nhạc của MTV
Giải Video âm nhạc của MTV được tổ chức lần đầu vào mùa hè năm 1984 bởi MTV để vinh danh những video âm nhạc xuất sắc nhất của năm. Winehouse đã nhận được 3 đề cử.
| Năm  | Nội dung đề cử | Giải thưởng               | Kết quả | Chú thích |
| ---- | -------------- | ------------------------- | ------- | --------- |
| 2007 | Amy Winehouse  | Nghệ sĩ nữ của năm        | Đề cử   | [ 36 ]    |
| 2007 | Amy Winehouse  | Nghệ sĩ mới xuất sắc nhất | Đề cử   | [ 36 ]    |
| 2007 | "Rehab"        | Video của Năm             | Đề cử   | [ 36 ]    |

## MTV Video Music Brazil
Giải MTV Video Music Brazil (VMB) do MTV Brasil tổ chức lần đầu vào năm 1995. Amy Winehouse đã nhận 2 đề cử.
| Năm  | Đề cử / Tác phẩm | Giải thưởng     | Kết quả |
| ---- | ---------------- | --------------- | ------- |
| 2007 | Amy Winehouse    | Nghệ sĩ quốc tế | Đề cử   |
| 2008 | Amy Winehouse    | Nghệ sĩ quốc tế | Đề cử   |

## mtvU Woodie Awards
Giải thưởng mtvU Woodie Awards do MTV Networks tổ chức. Winehouse đã được đề cử 1 lần.
| Năm  | Nội dung đề cử | Giải thưởng    | Kết quả | Chú thích |
| ---- | -------------- | -------------- | ------- | --------- |
| 2007 | Amy Winehouse  | Woodie của Năm | Đề cử   | [ 39 ]    |

## NME Awards
Giải NME Awards là giải thưởng âm nhạc thường niên của tạp chí NME. Winehouse đã thắng 2 giải từ 6 đề cử được nhận.
| Năm  | Nội dung đề cử                           | Giải thưởng                  | Kết quả   | Chú thích     |
| ---- | ---------------------------------------- | ---------------------------- | --------- | ------------- |
| 2008 | Amy Winehouse                            | Nghệ sĩ đơn ca xuất sắc nhất | Đề cử     | [ 40 ]        |
| 2008 | Amy Winehouse                            | Kẻ phản diện của năm         | Đề cử     | [ 40 ]        |
| 2008 | Amy Winehouse                            | Nữ nghệ sĩ ăn mặc tồi nhất   | Đoạt giải | [ 40 ]        |
| 2008 | I Told You I Was Trouble: Live in London | DVD xuất sắc nhất            | Đề cử     | [ 40 ]        |
| 2009 | Amy Winehouse                            | Kẻ phản diện của năm         | Đề cử     | [ 41 ] [ 42 ] |
| 2009 | Amy Winehouse                            | Ăn mặc tồi nhất              | Đoạt giải | [ 41 ] [ 42 ] |

## NRJ Music Awards
Winehouse đã được đề cử 2 lần.
| Năm  | Nội dung đề cử | Giải thưởng              | Kết quả | Chú thích |
| ---- | -------------- | ------------------------ | ------- | --------- |
| 2008 | Amy Winehouse  | Nhân vật quốc tế của năm | Đề cử   | [ 43 ]    |
| 2008 | Back to Black  | Album quốc tế của năm    | Đề cử   | [ 43 ]    |

## Popjustice £20 Music Prize
Giải Popjustice £20 Music Prize là giải thưởng thường niên của trang mạng Popjustice nhằm tôn vinh các đĩa đơn thuộc nghệ sĩ xuất sắc tại Anh Quốc. Winehouse đã thắng 1 giải từ 1 đề cử được nhận
| Năm  | Nội dung đề cử | Giải thưởng                             | Kết quả   | Chú thích |
| ---- | -------------- | --------------------------------------- | --------- | --------- |
| 2007 | "Rehab"        | Đĩa đơn nhạc pop Anh Quốc xuất sắc nhất | Đoạt giải | [ 44 ]    |

## Premios 40 Principales
Premios 40 Principales là giải thưởng của kênh Los 40 Principales của Tây Ban Nha. Winehouse đã được 2 lần đề cử
| Năm  | Đề cử / Tác phẩm | Giải thưởng                   | Kết quả |
| ---- | ---------------- | ----------------------------- | ------- |
| 2008 | Amy Winehouse    | Nghệ sĩ quốc tế xuất sắc nhất | Đề cử   |
| 2008 | Rehab            | Bài hát quốc tế xuất sắc nhất | Đề cử   |

## Q Awards
Giải Q Awards là giải thưởng âm nhạc thường niên của Tạp chí Q. Winehouse đã nhận 1 giải thưởng từ 1 đề cử được nhận.
| Năm  | Nội dung đề cử | Giải thưởng         | Kết quả   | Chú thích |
| ---- | -------------- | ------------------- | --------- | --------- |
| 2007 | Back to Black  | Album xuất sắc nhất | Đoạt giải | [ 46 ]    |

## Teen Choice Awards
Teen Choice Awards là giải thưởng giải trí thường niên của Fox. Giải thưởng tôn vinh các thành tựu trong các lĩnh vực âm nhạc, điện ảnh, thể thao và truyền hình, do lứa tuổi thiếu niên từ 13-19 tuổi bầu chọn. Winehouse đã từng 1 lần được đề cử
| Năm  | Nội dung đề cử | Giải thưởng        | Kết quả | Chú thích |
| ---- | -------------- | ------------------ | ------- | --------- |
| 2007 | Amy Winehouse  | Nữ nghệ sĩ đột phá | Đề cử   | [ 48 ]    |

## Soul Train Music Awards
| Năm  | Nội dung đề cử    | Giải thưởng                           | Kết quả | Chú thích |
| ---- | ----------------- | ------------------------------------- | ------- | --------- |
| 2012 | Our Day Will Come | Phần trình diễn quốc tế xuất sắc nhất | Đề cử   |           |

## Urban Music Awards
Giải Urban Music Awards là giải thưởng âm nhạc Anh Quốc được tổ chức từ năm 2003. Winehouse đã giành 1 giải từ 2 đề cử
| Năm  | Nội dung đề cử | Giải thưởng                    | Kết quả   | Chú thích |
| ---- | -------------- | ------------------------------ | --------- | --------- |
| 2008 | Amy Winehouse  | Nghệ sĩ Neo-Soul xuất sắc nhất | Đoạt giải | [ 50 ]    |
| 2009 | Amy Winehouse  | Nữ nghệ sĩ xuất sắc nhất       | Đề cử     | [ 51 ]    |

## Vibe Awards
Giải Vibe Awards là giải thưởng thường niên của tạp chí Vibe, nhằm tôn vinh các nghệ sĩ R&B, hip-hop và giải trí khác. Winehouse đã 1 lần được đề cử.
| Năm  | Nội dung đề cử | Giải thưởng             | Kết quả | Chú thích |
| ---- | -------------- | ----------------------- | ------- | --------- |
| 2007 | Amy Winehouse  | Nghệ sĩ đột phá của năm | Đề cử   | [ 52 ]    |

## Vodafone Live Music Awards
Giải Vodafone Live Music Awards là giải thưởng thường niên của tập đoàn viễn thông Vodafone. Winehouse đã thắng 1 giải từ 2 đề cử được nhận
| Năm  | Nội dung đề cử | Giải thưởng              | Kết quả   | Chú thích |
| ---- | -------------- | ------------------------ | --------- | --------- |
| 2007 | Amy Winehouse  | Nữ nghệ sĩ xuất sắc nhất | Đoạt giải | [ 54 ]    |
| 2008 | Amy Winehouse  | Nữ nghệ sĩ xuất sắc nhấ  | Đề cử     | [ 54 ]    |

## World Music Awards
Giải World Music Awards, là giải thưởng thường niên của International Federation of the Phonographic Industry (IFPI) nhằm tôn vinh các tác phẩm âm nhạc dựa trên lượng doanh số trên toàn cầu. Winehouse đã nhận 1 giải từ 3 lần đề cử.
| Năm  | Nội dung đề cử | Giải thưởng                                | Kết quả   | Chú thích |
| ---- | -------------- | ------------------------------------------ | --------- | --------- |
| 2007 | Amy Winehouse  | Nghệ sĩ mới bán chạy nhất thế giới         | Đề cử     | [ 55 ]    |
| 2007 | Amy Winehouse  | Nữ nghệ sĩ Pop/Rock bán chạy nhất thế giới | Đề cử     | [ 55 ]    |
| 2008 | Amy Winehouse  | Nữ nghệ sĩ Pop/Rock xuất sắc nhất          | Đoạt giải | [ 55 ]    |

## Những công nhận khác
- 2006 – Frank xuất hiện trong quyển 1001 Albums You Must Hear Before You Die của Robert Dimery.[56]
- 2007 – Greatest Britons vinh danh Winehouse với giải Thành tựu âm nhạc.[57]
- 2007 – Winehouse thắng giải South Bank Show Award cho "Nhạc pop xuất sắc nhất".[58]
- 2008 – Back to Black nằm tại vị trí thứ 9 trong danh sách "100 Album xuất sắc nhất trong suốt 25 năm qua" của Entertainment Weekly.[59]
- 2009 – Sách Kỷ lục Guinness công nhận Winehouse là "Nữ nghệ sĩ Anh Quốc đạt nhiều giải Grammy nhất".[60]
- 2009 – Màn trình diễn của Winehouse tại lễ trao giải Grammy năm 2008 được đề cử là "khoảnh khắc trình diễn sáng tạo nhất của Anh Quốc năm 2008".[61]
- 2009 – NME xếp Back to Black ở vị trí thứ 27 trong danh sách "100 album xuất sắc nhất thập niên".[62]